# Арад
Арад (рум, мађ, и нем. Arad) град је у западној Румунији, на реци Мориш. Северни део града је у области Кришана, а јужни у румунском Банату. Главни је град истоимене жупаније

## Географија
Арад је један од румунских градова који су најудаљенији од престонице Букурешта (550 km), док је са друге стране град много ближи Београду (215 km). Најближи већи град је јужније смештени Темишвар на 43 km раздаљине.
Рељеф: Град Арад се налази у источном ободу Панонске низије, на око 100 m надморске висине. Место града је граница између равнице на западу и почетака побрђа на истоку.
Клима у Араду је умерено континентална - панонска варијанта са топлим летима и хладним зимама.
Воде: Кроз град протиче река Мориш, која дели град на северни (већи) и јужни (мањи) део. Река је и граница између историјских покрајина Баната и Кришане, па је и Арад делом у Банату (југ), а делом у Кришани (север).

## Историја
Арад се помиње од 11. века, као седиште старе Арадске жупаније у Краљевини Угарској. Под османску власт је потпао 1551. године, након чега постаје седиште Арадског санџака, у саставу Темишварског пашалука. Након османског освајања оближње Ђуле, седиште санџака се премешта у тај град, док у Араду остаје седиште локалне нахије.
Након протеривања османске власти са ширег арадског подручја (1685-1688), Арад потпада под хабзбуршку власт и улази у састав Поморишке војне крајине. Арад је 1726. године постао слободна царска и краљевска варош. У њему живи 1843. године 15.000 становника. Чувену арадску тврђаву градио је један од заповедника Поморишке границе Текелија.
Аустријски царски ревизор Ерлер је 1774. године констатовао да место Нови Арад (јужно, поред Арада) припада Сентмиклошком округу, Липовског дистрикта. Ту се налази поштанска станица, царинарница, римокатоличка црква док је становништво претежно немачко. Место је 1846. године имало само 23 парохијана, и због тога као парохијска филијала било подређеном Малом Сент Миклошу. Нови Арад ће се касније прикључити Араду, као његов саставни део.
Ерлер је поменуо у свом извештају из 1774. године место Сент Миклош мали, у којем су: коњичка касарна, подуправни подуред а становништво је било измешано српско и влашко. Када је 1797. године пописан православни клир у Малом Сент Миклошу су била два свештеника. Пароси, поп Арсеније Живковић (рукоп. 1769) и поп Илија Петровић (1793) служили су се поред српског и са румунским језиком. Године 1846. ту живи 991 становник. Постоји православни храм посвећен Св. Ђорђу, при којем служе два Петровића. Били су то пароси, поп Жигмунд и поп Сава. Православно парохијско звање је основано и црквене матице се воде од 1797. године. Парохији припадају и парохијске филијале: Жигмондхаза (са 188 душа), Нови Арад (23) и Енгелсбрун (38). у народној основној школи било је 1846/1847. године 52 ђака које је учио Петар Димитријевић. Место ће доцније ући у састав града Арада, као кварт.
У Араду је 1849. године обешен Србин ратни злочинац Јован Дамјанић, са још 12 мађарских генерала, учесника Мађарске револуције. Арад је родно место племића, најбогатијег Србина тог времена, задужбинара и оснивача пештанског Текелијанума Саве Текелије, који је ту и сахрањен у цркви Св. апостола Петра и Павла, задужбини граничарске породице Поповић, која је добила племство и предикат Текелија. Њена спољашњост недавно је обновљена, новцем Српске православне цркве, Савеза Срба у Румунији и румунске државе. Милан - Емил Табаковић из старе српске банатске племићке породице Табаковића творац је катедралне цркве, најимпозантније грађевине на главном арадском булевару. Године 1905. ту су ПТТ комуникације и жељезничка станица.
Арад је 1918. године припао Румунији, што се неповољно одразило на град, као погранични (граница са Мађарском на мање од 15 km). Такође, некада већински мађарски град је постепено добио румунску већину и карактер.

## Становништво
| 1977.   | 1992.   | 2002.   | 2011.   | 2021.   |
| ------- | ------- | ------- | ------- | ------- |
| 171.193 | 190.114 | 172.827 | 159.074 | 145.078 |

Арад је 2002. године имао 172.827 становника, од тога су били:
- Румуни 142.968 ст.,
- Мађари 22.503 ст.,
- Роми 3.004 ст.,
- Немци 2.247,
- осталих националности 2.105 (међу њима и Срба - око 850 ст.).

По попису из 1910. године имао је 63.166 становника, од којих је било Срба 1.816, Румуна 10.729, Мађара 46.085. 1720. године било је у Араду 414 пописаних домова, од којих је било српских 162, румунских 177, мађарских 35.

## Срби у Араду
Арадски Срби су у ратним временима бранили границе Аустрије од Турака, а у миру су постајали велики градитељи, задужбинари, трговци и уметници. Сеобе у доцнијим вековима одводе Србе у друге крајеве, тако да их данас (2005) има око 700. Школе на матерњем језику више немају, јер нема довољно деце.
Српска школа у Араду је постојала 1606. године. Године 1660. у махали Араду је кнез Игњат који је у име вароши дао калуђерима српског манастира Пећке патријаршије прилог од 4.000 аспри. Поред њега помињу се три православна свештеника - поп Илија, поп Максим и поп Станиша. Од 1699. до 1741. године Арад је био седиште поморишке границе и у своје доба седиште српских епископа.
Срби у Араду и околини вековима су живели и предњачили, у сваком погледу. Било је ту племића, високог клера, официра, трговаца, отмених грађана, уметника и писаца. Град је био значајно место на карти Српства, јер су ту живели поносити и племенити људи. Њен најпознатији становник био је велики добротвор, доктор права, племић Сава Текелија "от Визеша и Кевермеша". Славна је историја Срба Арађана, али као да је од смрти Саве Текелије (21. септембра) 1842. године, кренуло несхватљиво брзо и неумитно опадање нашег живља. Саборна црква Св. Јована 1846. године престала је да буде српска, јер су је преузели Румуни судским путем. Затим су је срушили а грађевински материјал продали једном зидару. Тако су нестале спомен-плоче са зида храма, које су сведочиле о српском трајању"Српски сион", Сремски Карловци 1906. Мало је који град са српским грађанским обележјем као Арад толико изгубио, толико се изменио, данас опустео, остао тек у романтичним успоменама.
Још 1440. године предео Јенопољски око Арада су Срби масовно насели и привилегије добили од угарског краља Владислава. Од тада тече импресивна историја коју пишу Срби Арађани. Краљ Сигисмунд је управу Јенопољске жупаније (са Арадом) предао Ђорђу Бранковићу, а после и сину његовом Авраму. Онда 1691. године царски генерал Фридрих гроф Ветерани својом наредбом поставља Суботу Јовића за заповедника Арада. Године 1703. пописани су Срби граничари у Араду: 1 капетан, 22 официра, 150 коњаника и 200 пешака; укупно 373 граничара Године 1715. Арад је насеље са милитарским статусом. Пописано је тада у Араду: два племића, три капетана, два поручника, три заставника, наредник, 372 војника и 31 станар?; укупно 414 војних лица. Број српских домова у то доба износио је 162. У њему је 1735. године живео оберкапетан Ђурка Шевић, као командант. Арад као милитарско насеље је укинут 1746. године, а што је довело до исељавања Срба граничара, понајвише у Русију.
Владика Исаија Ђаковић је столовао прво у Јенопољу. Владика арадски Исаија Ђаковић је 1706. године купио себи ту владичанску столицу, пренео је из Борош-Јене у Арад. Од Јенопољског и Варадинског, постао је епископ Арадски. Јован Поповић "Тукулија" је оберштер Поморишке крајине 1715. године. Цар Карло шести 1720. године дао је граничарском официру из Арада, Михајлу Чарнојевићу и његовој породици "Шуц-патент". Оберкапетан Поморишке крајине био је у Араду, 1722. године Остоја Текели Поповић. Године 1734. пуковник Пера Сегединац је командир две народне - пешачке и коњичке регименте, а син славног "Тукулије", Ранко је капетан и командир града Арада. Ђорђе Шевић оберкапетан српске народне војске у Араду. Арадски оберкапетан 1741. године је Арсеније Вујић, у пратњи патријарха Шакабенте. Исте године, Исаија Антоновић долази у Арад, да би ту постао митрополит. Синесије Живановић је саградио православни манастир са храмом посвећеном Св. Симеону у предграђу Арад-Гају. Изградио је уз њега и нову епископску резиденцију са нужним зградама утрошивши 60.000 круна. Али српски црквено-народни сабор је међутим 1865. године поклонио то Румунима, који су храм претворили у парохијску цркву. Постојала је 1842. године у Араду и румунска Препарандија (од 1812), на којој су се спремали учитељи на румунском језику.
Православно парохијско звање је основано и црквене матрикуле се воде од 1727. године. Српска православна црква посвећена Св. апостолима Петру и Павлу, грађена је 1764. године, под владиком Живановићем. Првобитну богомољу посвећену истом црквеном празнику подигле су браћа Текелије почетком 18. века, због чега се и нови храм назива Текелијина црква.
Аустријски царски ревизор Ерлер је 1774. године констатовао да село "Мали Сент Миклош" припада Сентмиклошком округу, липовског дистрикта. Ту се налазе управни подуред и коњичка касарна а становништво је било измешано српско и влашко. Када је 1797. године пописан православни клир ту се службују два свештеника. Пароси, поп Арсеније Живковић (рукоп. 1769) и поп Илија Петровић (1792) говорили су српским и румунским језиком. Касније је Мали Сент Миклош ушао у састав града Арада.
Градску власт и његову елиту у 19. веку чинили су Срби грађани, које налазимо као пренумеранте српских издања књига и новина. Године 1801. књигу Григорија Трлајића узели су претплатом градски "оци" - старешине који и културно предњаче: Сава Арсић сенатор, Арсеније Сечањски сенатор, Георгије Јанковић касир, Георгије Петровић народни учитељ, а од грађана - Јован Димић, Павел Марковић, Павел Божић, те грађана купеца (трговаца) Михаил и Георгије Крестић, супруга Петра Димића.
Српску књигу купују 1814. године први и најотменији људи града: племић Сава Текелија, Георгије Алексић прота, генералица Алка Путник рођ. Текелија, Сава Арсић бургермајстер (градоначелник) са супругом Евстакијом Арсић (списатељицом), затим три сенатора - Јосиф Орловић, Георгије Грујић и Георгије Мијатовић, па Георгије Фруша варошки "касеперцеп", Јосиф Јорговић доктор филозофије професор на румунској Препарандији, Георгије Ремецки учитељ и још 13 грађана. Варошка власт је у рукама Срба: Василије Михајловић биров (1816), а сенатор Михаил Крестић. А са духовне стране предњаче, прота Георгије Арсић и поп Никола Брадан. Лазар Адамовић је учитељ у српској народној школи. Василије Петровић биров (1831), а сенатори Георгије Секулић и Георгије Мијатовић. Константин Александровић заклети нотар, а Лазар Михајловић је виценотар. Павел Михајловић судски нотар, Димитрије Крестић лекар, Димитрије Влајковић адвокат. Пароси су - прота Георгије Петровић и поп Теодор Крстић при цркви Св. апостола Петра и Павла, а Димитрије Аврамовић јерођакон и учитељ.
Чланови Матице српске били су виђенији Арађани: Лазар Михајловић обернотар (1827), Бабић Марко трговац (1830), племић Сава Текелија (1833), Еустахија Арсић књижевница (1838), Михаил Јанић иконорезац (1841). Поред Текелије, хуманитарни фонд при Матици српској је основао Павле Јовановић из Арада. Народни добротвор Јовановић је завештао 30.000 ф. за студентске стипендије. Због тога су му захвални Срби у Араду подигли достојан споменик са жељезном оградом 1888. године. Славни Текелија је 14. јануара 1811. године основао у Араду са 1000 ф. закладу, при храму Св. апостола Петра и Павла. Та фондација је награђивала добре проповеднике, који су у тој цркви на српском језику беседили народу. Гавра Јанковић је био добротвор Српског народног позоришта из Новог Сада, којем је завештао своју кућу у Араду. У Араду је Сава Арсић попут Божића, основао градску задужбину за сироте ђаке. Али Срби су биолошки губили, дочекали су да општина Арадска већ 1902. године затвори српску основну школу, јер није било ученика да је похађају. Она је убрзо поново отворена.
Питомци Текелијанума, завода у Пешти били су младићи из Арада: Симеон Петровић 1838/1839. медицинар, Стеван Михајловић 1847/1848. филозоф па правник, који је провео пет година.
др Јован Стејић родом из Арада, био је неколико година лекар Књажев у Србији, па лекар у Земуну, где се бавио књижевношћу 1833. године.
За време мађарске буне погинуло је 1849. године много Срба код Арада. Они су сахрањени заједно, њих 50 у две гробнице, на српском градском гробљу. Над хумком је био 1851. године постављен крст са натписом: "Браћи за отечество и цара погибшој вјечног спомена ради подиже Стефан Ђукић од заната ћурчија, 1851. године 25. априла".
Архимандрит Герасим Стојковић родом из Арада, је био професор београдске Богословије, па 1853. године настојатељ манастира Манасије. Постојало је од 1866. године Српска омладинска дружина "Цвет" у Араду. Она је октобра 1866. године приредила "Беседу са игранком" у корист своје "књижаре" (библиотеке). Остварена добит стављена је у касу друштвену, да би се финансирао рад истог. Претплатила се на више српских листова и часописа и сабрала око 200 наслова књига. Радило се на отварању и Српске читаонице у месту. Неки чланови су основали 1867. године и Певачко друштво са хоровођом Душаном Ђермеком, а исто сваке недеље поји за време литургије у српској цркви.
Из ове средине потекле су читаве уметничке "династије": Тенецки, Алексићи, Јанићи, Табаковићи и породица Поповића-пл. Текелија.
Српски извор из 1905. године наводи да је Арад слободна краљевска варош, у којој живи 56260 становника у 5026 домова. Највише је Мађара којих има 38.929 припадника, док Румуна има 9556. Срба тада има 1430 душа са 300 кућа. Од српских јавних здања ту су црква и школа. Црква је у добром стању, а православно гробље је заједничко; најзнаменитији покојник ту сахрањен је Сава Текелија. Црквена општина је уређена а председник је Арсеније Петровић. Парохија је друге платежне класе, парохијсог стана нема, а црквени иметак у земљи је 61 кј. Парох градски арадски је поп Станко Жупански окружни прота, служи у месту три година а родом је из Сараволе. Постоји српска вероисповедна школа чије је здање подигнуто 1898. године. Учитељ је Милош Ковинчић родом из Шида, који служи у месту 12 година.
Арад Гај је предграђе, некад засебно насеље, које се интегрисало са градом Арадом. Ту постоји православни манастир посвећен Св. Симеону Столпнику, који је подигао 1760-1762. године арадски епископ Синесије Јовановић. Здање је у барокном стилу, а градио га је мајстор Јовановић. Манастирски комплекс је употпуњен пренетом црквом брвнаром из оближњег села Селишта. у Арад-Гају је живело 1905. године: 792 Србина православца у 158 домова. У насељу је православна црква посвећена празнику Преображенију, грађена 1870. године, а парох Корнелије Адамовић је родом из Семлака, који је тек приспео у место. Парохијско звање је основано 1870. године, а матрикуле се воде од 1871. године. Школска зграда је грађена 1892. године, а учитељ је Душан Поповић родом из Српског Ченеја. У Арадгају је 1905. постојала Српска земљорадничка задруга са капиталом од само 714 к, а водили су је: председник Андрија Нецин и пословођа Јован Ружић.

## Градске знаменитости
Средиште Арада је очувало дух прошлих времена и у њему се налази неколико тргова и паркова, окружених старим палатама, здањима и црквама. Велики број су дела Милана Табаковића:
- Миноритска црква
- Палата Арадско-чанадске железничке дирекције
- Најманова палата
- Трговачка школа
- Индустријско-народна банка
- Фелдесова палата
- Породична кућа Табаковићевих

остала архитектонски вредна здања Арада су:
- Окружна већница, подигнута 1865. године, у стилу фламанске неоренесансе, арх. Пекар Франциск
- Палата културе, саграђена у еклектичком стилу 1913. год.; арх. Лудовик Сантаи
- Државно позориште из 1874. године у духу неокласицизма; арх. Антон Чиглер
- Споменик стрељаним мађарским генералима.
- Румунска православна црква са иконостасом Николе Алексића
- Српска православна црква (1702) у којој је сахрањен Сава Текелија,[27] а иконостас такође дело Николе Алексића

## Галерија
- Градско позориште
- Трг Аврам Јанку
- Споменик 13 мученика Арадских
- Стара градња у језгру Арада

## Партнерски градови
- Печуј
- Атлит
- Фушун
- Ђула
- Ходмезевашархељ
- Гиватаим
- Зрењанин